# Josef Maria Horváth
Josef Maria Horváth (* 20. Dezember 1931 in Pécs; † 21. Oktober 2019 in Salzburg) war ein österreichischer Komponist und Pianist ungarischer Herkunft. Er war Professor am Mozarteum in Salzburg.

## Leben und Werk
Horváth lernte Orgel am Jesuitengymnasium im ungarischen Pécs. In seiner Heimatstadt war er auch ein Schüler von Jenő Takács. Danach studierte er Klavier (bei Péter Solymos), Dirigieren (bei László Somogyi) und Komposition (bei Ferenc Szabó) an der Franz-Liszt-Musikakademie in Budapest. Nach dem Diplom mit Auszeichnung 1956 emigrierte er im Zuge des Ungarischen Volksaufstandes nach Österreich, wo er von 1957 bis 1961 am Mozarteum in Salzburg sein Studium bei Cesar Bresgen in Komposition und Kurt Leimer in Klavier sowie elektronischer Musik fortsetzte.
Bis 1963 wirkte er als Konzertpianist, seitdem ist er überwiegend kompositorisch tätig. 1962 wurde er Lehrer für moderne Kammermusik und 1970 für Theorie und Praxis der neuen Musik am Mozarteum. 1979 erfolgte die Ernennung zum außerordentlichen und 1985 zum ordentlichen Hochschulprofessor. Gemeinsam mit den Komponisten Andor Losonczy und Gerhard Wimberger begründete er in Salzburg die „Cooperative für Computermusik“. Intensiv arbeitete er im Studio für Elektronische Musik. Horváth, der in Salzburg lebte, wurde 2000 emeritiert.
Er komponierte u. a. für den ORF, die Salzburger Festspiele und das ensemble xx. jahrhundert. Der Erfolg seines Werkes Redundanz 2 für Streichquartett verhalf ihm zum internationalen Durchbruch. 1972 wurde sein Stück Melencolia I für Geige und großes Orchester im Rahmen des IGNM-Festivals/Steirischer Herbst vom ORF-Symphonieorchester unter der Leitung von Milan Horvat und Ernst Kovacic am Flügel uraufgeführt.

## Auszeichnungen
- Lilly-Lehmann-Medaille der Internationalen Stiftung Mozarteum 1959
- Erster Preis des Internationalen Komponistenwettbewerbs der Jeunesses Musicales in Montréal 1967
- Förderungspreis der Theodor-Körner-Stiftung 1968
- Förderungspreis für Musik des Bundesministeriums für Unterricht und Kunst[5] 1973[6]